# Paula Arraigada
Eva Paula Arraigada (Gobernador Echagüe, Entre Ríos; 3 de agosto de 1969) es una política, asesora parlamentaria y activista por los derechos de personas trans en Argentina. Fue la primera candidata a diputada de la Nación Argentina transgénero. Forma parte del Parlamento de las Mujeres de la Legislatura porteña. Es propulsora del proyecto de Ley de Cupo Laboral Trans a nivel nacional.

## Primeros años
Eva Paula Arraigada nació el 3 de agosto de 1969 en Gobernador Echagüe, (Entre Ríos, Argentina). Hija de una cantante de tangos apodada “La Calandria de Durazno” y de un empleado ferroviario ambos militantes peronistas. Vivió allí hasta sus 11 años de edad y se mudó a Rosario del Tala, para continuar sus estudios secundarios. En 1988, influenciada por las telenovelas y con deseos de ser actriz, llegó a Buenos Aires. Arraigada contó que idealizó la capital a causa de las telenovelas que veía.
«Yo te podría contar miles de cosas de esa etapa, pero prefiero decir que es como si mi vida se hubiera detenido. Todo eso que me venía pasando se irrumpe por la elección identitaria. Todo lo que podía llegar a ser no fue. Se acabó la carrera, se acabó poder tener un trabajo en relación de dependencia, pagar un alquiler. A mí me quitaron mi juventud, pero no estoy hablando de mí, no es una tragedia propia, es una tragedia colectiva y esa es la peor tragedia para las trans», contó Paula Arraigada.

## Actividad política
Comienza su actividad política en 2008 con el conflicto con el campo por la 125. En 2012 desarrolla su tarea social en el populoso barrio 1-11-14. Al año siguiente funda la casa cultural y política La Nelly Omar. Fue precandidata a comunera por el Frente para la Victoria en la Comuna Siete de la Ciudad Autónoma de Buenos Aires en 2015.
Desde 2016 participa como jurada de los Premios Lola Mora, que entrega anualmente la Dirección General de la Mujer de la Ciudad Autónoma de Buenos Aires, que premia la labor de los medios de comunicación con perspectiva de género.
Cristina Fernández de Kirchner la recibió en audiencia y Arraigada logró que se pronuncie a favor de la sanción del proyecto de Ley de Cupo Laboral Trans.
Arraigada fue elegida para integrar el Parlamento de las Mujeres de la Legislatura porteña en 2017, siendo la primera mujer trans en lograr un cargo en dicho Parlamento. Ingresó a la Legislatura de la Ciudad Autónoma de Buenos Aires como asesora de Gabriel Fuks, diputado de la ciudad de 2013 a 2017.
En 2018 fue la primera oradora trans en participar del acto de cierre la marcha Ni Una Menos, donde habló para medio millón de personas frente al Congreso. Asumió como secretaria de Diversidad del Partido Justicialista de la Ciudad Autónoma de Buenos Aires. Es integrante de la Comisión Organizadora de la Marcha del Orgullo, que se realiza todos los años en Argentina.
Por su compromiso social la llaman "La Evita de las travas"
En las elecciones legislativas de Argentina de 2019, Alberto Fernández le ofreció ser candidata a diputada nacional por el Frente de Todos. «Llegamos hasta acá con mucho trabajo, constancia y gracias a mucha fidelidad  y lealtad al pueblo», dijo Arraigada. Al estar en el puesto número 10 de los candidatos por CABA, no resultó elegida.
Es parte de la Campaña Nacional contra la Violencia Institucional, junto a madres y familiares de víctimas
Expuso en la Cámara de Diputados de la Nación Argentina en las reuniones informativas para el tratamiento del proyecto de Ley de Cupo Laboral Trans y en el Senado de la Nación Argentina en la Banca de la Mujer por el tratamiento del proyecto de Ley de Equidad en los Medios de Comunicación que cuenta con media sanción.
En julio de 2020 participó de un encuentro llamado «Violencia política contra las mujeres y disidencias a través de las redes sociales» junto con Victoria Donda, Ofelia Fernández y Silvia Lospennato.
Se desempeña como asesora parlamentaria de la Cámara de Diputados.

## Candidatura a Legisladora de la Ciudad Autónoma de Buenos Aires
El 24 de julio de 2021, Paula Arraigada anunció que firmó para ser precandidata a Legisladora de la Ciudad Autónoma de Buenos Aires, siendo la primera candidata a Legisladora Porteña trans.